# خيسوس إنريكي فيلاسكو
خيسوس إنريكي فيلاسكو (بالإسبانية: Jesús Enrique Velasco)‏ (16 يناير 1972 في إسبانيا - ) هو لاعب كرة قدم إسباني في مركز الدفاع. شارك مع منتخب إسبانيا تحت 18 سنة لكرة القدم ومنتخب إسبانيا تحت 19 سنة لكرة القدم ومنتخب إسبانيا تحت 20 سنة لكرة القدم ومنتخب إسبانيا تحت 21 سنة لكرة القدم. أما مع النوادي، فقد لعب مع ريال سبورتينغ خيخون وريال مدريد كاستيا وريال مدريد ونادي سالامانكا ونادي سان سباستيان دي لوس رييس ونادي لاس روزاس ونومانسيا وAtlético Esquivias CF ‏ وCA Pinto ‏.

## وصلات خارجية
- خيسوس إنريكي فيلاسكو على موقع الاتحاد الدولي (مؤرشف)  (الإنجليزية)
- خيسوس إنريكي فيلاسكو على موقع قاعدة بيانات كرة القدم.إي يو (الإنجليزية)